# Ketty Gilsoul-Hoppe
Ketty Gilsoul-Hoppe (1868–1939) fue una pintora belga que trabajó principalmente con acuarelas. Gilsoul-Hoppe nació en Düsseldorf, hija del grabador Edouard Hoppe. Se formó en la escuela Bisschoffsheim de Bruselas donde en 1894 se casó con el pintor Victor Gilsoul. Es conocida por sus interiores y sus paisajes, sobre todo urbanos. Su pintura Pasillo interior se incluyó en el libro de 1905 Mujeres pintoras del mundo.

## Galerie Lyceum
En 1911 junto a Berthe Art y otras amigas artistas crean en Bruselas la Galeríe Lyceum, solo para pintoras. Entre sus fundadoras estuvieron Alice Ronner, Emma Ronner, Anna Boch, Louise Danse, Marie Danse y Juliette Wytsman.[cita requerida]